# Wiktor Siemionow (biathlonista)
Wiktor Nikołajewicz Siemionow (ros. Виктор Николаевич Семёнов; ur. w maju 1957 w Mołotowie) – rosyjski biathlonista reprezentujący ZSRR, brązowy medalista mistrzostw świata. Największy sukces osiągnął w 1982 roku, kiedy wspólnie z Władimirem Alikinem, Władimirem Barnaszowem i Anatolijem Alabjewem zdobył brązowy medal w sztafecie podczas mistrzostw świata w Mińsku. Na tej samej imprezie był też siódmy w biegu indywidualnym. W latach 1977 i 1978 zdobywał srebrne medale w tej samej konkurencji mistrzostw świata juniorów. W Pucharze Świata zadebiutował w sezonie 1981/1982, ale nigdy nie stanął na podium. Nigdy też nie wystartował na igrzyskach olimpijskich.

## Osiągnięcia

### Mistrzostwa świata
| Rok  | Miejscowość | Konkurencje | Konkurencje | Konkurencje | Konkurencje | Konkurencje | Konkurencje | Konkurencje |
| Rok  | Miejscowość | IN          | SP          | PU          | MS          | RL          | MR          | SR          |
| ---- | ----------- | ----------- | ----------- | ----------- | ----------- | ----------- | ----------- | ----------- |
| 1982 | Mińsk       | 7.          | –           | nd.         | nd.         | 3.          | nd.         | –           |

### Puchar Świata

#### Miejsca w klasyfikacji generalnej
| Sezon     | Miejsce |
| --------- | ------- |
| 1981/1982 | ?       |

#### Miejsca na podium chronologicznie
Siemionow nigdy nie stanął na podium indywidualnych zawodów PŚ.